# Thuraya 4
Thuraya 4 ist ein Kommunikationssatellit der Firma Space42, die im Oktober 2024 durch Fusion von Al Yah Satellite Communications Company und Bayanat entstand.
Bei Thuraya 4 handelt es sich um einen Teil des Satellitennetzwerks Thuraya, welcher den überalterten Satelliten Thuraya-2 ersetzen soll.
Thuraya 4 basiert auf der Plattform Eurostar-Neo von Airbus und verfügt über eine L-Band-Antenne von 12 Metern, die eine große Anzahl von Ausleuchtungszonen in Europa, Afrika, Zentral-Asien und dem Mittleren Osten versorgen kann. Insgesamt können bis zu 3200 Kanäle vermittelt werden.
Der Start erfolgte vom Space Launch Complex 40 der Cape Canaveral Space Force Station am 4. Januar 2025, 01:27 UTC (Ortszeit 3. Januar). Nach 8,5 Minuten landete der Booster B1073 auf dem Schiff A Shortfall of Gravitas. Der Satellit zündete seine elektrischen Triebwerke und wird in den nächsten Monaten seine geostationäre Position auf 44° Ost erreichen.